# Copa CAF 1993
La Copa CAF 1993 es la segunda edición de este torneo de fútbol a nivel de clubes de África organizado por la CAF y que contó con la participación de 37 clubes de los países miembros de la Confederación, 6 más que en la edición anterior.
El Stella Club d'Adjamé de Costa de Marfil venció en la final al Simba SC de Tanzania para ser el primer equipo de Costa de Marfil en conseguir el título. El Shooting Stars de Nigeria, defensor del título, fue eliminado en la primera ronda.

## Ronda Preliminar
| Equipo 1      | Agr.         | Equipo 2           | Ida | Vuelta |
| ------------- | ------------ | ------------------ | --- | ------ |
| Entente II    | w/o1         | UDIB               | —   | —      |
| Insurance FC  | 3–2          | Rayon Sports       | 2–1 | 1–1    |
| Linare FC     | 3–5          | Young Ones FC      | 1–1 | 2–4    |
| Tourbillon FC | 4–3          | Anges de Fatima    | 1–1 | 3–2    |
| CD Travadores | 0–0 (5:6 p.) | ASC Air Mauritanie | 0–0 | 0–0    |

1- El UDIB abandonó el torneo antes de jugar el partido de ida.

## Primera Ronda
| Equipo 1           | Agr.         | Equipo 2                | Ida | Vuelta |
| ------------------ | ------------ | ----------------------- | --- | ------ |
| ASC Air Mauritanie | 3–2          | ASFAG                   | 0–1 | 3–1    |
| Coffee United      | 1–1 (3:5 p.) | Gor Mahia               | 0–1 | 1–0    |
| Entente II         | 2–5          | Mbilinga FC             | 0–3 | 2–2    |
| FC Scibe           | 0–2          | AS Aviação              | 0–0 | 0–2    |
| Insurance FC       | 1–1 (v.)     | Al-Merreikh SC          | 0–0 | 1–1    |
| ASC Jeanne d'Arc   | 1–6          | USM El Harrach          | 0–0 | 1–6    |
| MDC United         | 1–7          | Hellenic FC             | 1–1 | 0–6    |
| Manzini Wanderers  | w/o1         | CAPS United             | —   | —      |
| FDA Foresters      | 1–7          | Hearts of Oak           | 0–2 | 1–5    |
| Petrosport FC      | 3–1          | Requins de l'Atlantique | 3–0 | 0–1    |
| Shooting Stars     | 2–2 (v.)     | AS Sigui                | 2–1 | 0–1    |
| Simba SC           | 1–1 (v.)     | Ferroviário de Maputo   | 0–0 | 1–1    |
| Stella Adjamé      | w/o1         | Kamboi Eagles           | —   | —      |
| Tourbillon FC      | 0–3          | Canon Yaoundé           | 0–0 | 0–3    |
| Young Ones FC      | w/o1         | Profund Warriors        | —   | —      |
| Zumunta AC         | 3–1          | ASFA Yennenga           | 1–1 | 2–0    |

1- CAPS United, Kamboi Eagles y Profund Warriors abandonaron el torneo antes de jugar los partidos de ida.

## Segunda Ronda
| Equipo 1      | Agr.         | Equipo 2           | Ida | Vuelta |
| ------------- | ------------ | ------------------ | --- | ------ |
| AS Aviação    | 2–0          | Canon Yaoundé      | 0–0 | 2–0    |
| Hearts of Oak | 5–5 (5:6 p.) | USM El Harrach     | 3–2 | 2–3    |
| Hellenic FC   | 3–3 (v.)     | Gor Mahia          | 3–1 | 0–2    |
| Mbilinga FC   | 5–0          | Petrosport FC      | 3–0 | 2–0    |
| AS Sigui      | 0–5          | Stella Adjamé      | 0–2 | 0–3    |
| Simba SC      | 2–0          | Manzini Wanderers  | 1–0 | 1–0    |
| Young Ones FC | 2–8          | Insurance FC       | 2–1 | 0–7    |
| Zumunta AC    | 4–1          | ASC Air Mauritanie | 2–0 | 2–1    |

## Cuartos de final
| Equipo 1      | Agr.         | Equipo 2       | Ida | Vuelta |
| ------------- | ------------ | -------------- | --- | ------ |
| AS Aviação    | 0–0 (4:2 p.) | Gor Mahia      | 0–0 | 0–0    |
| Insurance FC  | 2–1          | Zumunta AC     | 2–0 | 0–1    |
| Simba SC      | 3–2          | USM El Harrach | 3–0 | 0–2    |
| Stella Adjamé | 3–3 (v.)     | Mbilinga FC    | 1–1 | 2–2    |

## Semifinales
| Equipo 1      | Agr. | Equipo 2     | Ida | Vuelta |
| ------------- | ---- | ------------ | --- | ------ |
| Simba SC      | 3–1  | AS Aviação   | 3–1 | 0–0    |
| Stella Adjamé | 3–1  | Insurance FC | 3–0 | 0–1    |

## Final
| Equipo 1      | Agr. | Equipo 2 | Ida | Vuelta |
| ------------- | ---- | -------- | --- | ------ |
| Stella Adjamé | 2–0  | Simba    | 0–0 | 2–0    |

## Campeón
| Copa CAF 1993                          |
| -------------------------------------- |
| Bandera de Costa de Marfil             |
| Campeón Stella Club d'Adjamé 1º título |